# Polnische Legionen in Ungarn
Die Polnischen Legionen in Ungarn wurden von General Józef Wysocki und General Józef Bem aus polnischen Freiwilligen formiert, die während der Ungarischen Revolution 1848/1849 „[f]ür unsere und Eure Freiheit“ an der Seite der Ungarn gegen die Österreicher kämpften. Die von Wysocki aufgestellte Legion umfasste anfangs etwa 3.000 Mann, die Legion Bems, die hauptsächlich in Siebenbürgen zum Einsatz kam, rund 1.300 Mann.
Wichtigere Schlachten der Legionen gegen die Österreicher fanden in Szolnok, Hatvan, Tápióbicske, Vác, Isaszeg, Nagysalló sowie in Siebenbürgen statt, das durch die Winteroffensive von General Bem erobert wurde. Die polnischen Legionäre kämpften so tapfer, dass ihre roten Mützen als Tapferkeitsauszeichnung der ungarischen Truppen eingeführt wurden. Nach der Niederlage von Temesvár und der ungarischen Kapitulation am 13. August 1849 flohen die Reste der Legionen zusammen mit zahlreichen ungarischen Kämpfern in die Türkei.